# 4 (број)
4 (четири) је број, нумерал и име глифа који представља тај број. То је природни број који следи после броја 3, а претходи броју 5.

## У математици
Број 4 је први сложени број.
Постоје 4 основне математичке операције (сабирање, одузимање, множење, дељење).
Тело ограничено са 4 троугла је тетраедар и оно има такође 4 темена. Правилном тетраедру су стране једнакостранични троуглови и представља најједноставније Платонско тело.

## Религија

### Јудаизам
- Тетраграматом је Божје име које се састоји од четири слова.

### Хришћанство
- 4 јеванђелисте у Светом Писму (Матеј, Јован, Лука и Марко),
- 4 јахача апокалипсе из Откровења Јовановог (Рат, Глад, Куга и Смрт).

### Ислам
- 4 арханђела се помињу у Курану: Џибраел (Гаврило), Микаел (Михаило), Израел (Азраел) и Исрафил (Рафаило).

## Наука

### Биологија
- Људско срце се састоји од четири коморе,
- Лептири имају 4 крила,
- 4 људске крвне групе (A, B, O, AB).

### Хемија
- Атомски број хемијског елемента берилијума је 4,
- 4 агрегатна стања у природи (чврсто, течно, гасовито и плазма).

## Остало
- Четири природна елемента (Ватра, Вода, Земља и Ваздух),
- Четири стране света (Север, Запад, Исток и Југ),
- Четири годишња доба (пролеће, лето, јесен, зима),
- Четири боје у картама (Лист, Коцка, Срце и Детелина).
- Четири је један од бројева из серије Изгубљени.